# Sân bay Yoron
Sân bay Yoron (与論空港 Yoron Kūkō) (IATA: RNJ, ICAO: RORY) là sân bay hạng 3 phục vụ Yoronjima (đảo Yoron) tại tỉnh Kagoshima của Nhật Bản. Sân bay này có 1 đường băng dài 1323 m bề mặt nhựa đường.

## Các hãng hàng không
- Japan Airlines
  - Japan Air Commuter
  - Japan Transocean Air
    - Ryukyu Air Commuter (Sân bay Naha)